# Adam Hildwein
Adam Hildwein (* 1759 in Bischofteinitz, Böhmen; † 10. März 1833 in Leopoldstadt, heute zu Wien) war ein österreichischer Baumeister.

## Leben
Adam Hildwein war der Sohn eines Zimmermanns aus Südböhmen. Welche Ausbildung er erhielt und wann er nach Wien kam, ist unbekannt. Als er 1786 zum ersten Mal heiratete, war er Maurer. Aus dieser Ehe entstammten vier Kinder, darunter der spätere Stadtbaumeister Alois Hildwein.
Hildwein hatte aufgrund der restriktiven Politik der Bau- und Steinmetzmeisterinnung zunächst Schwierigkeiten als Meister zugelassen zu werden. Ein Versuch scheiterte 1795, als er Maurerpolier im Witwenbetrieb der Juliane Hild war, wo Johann Georg Kornhäusel Meister war, ein weiterer, als er dem verstorbenen Baumeister Andreas Zach nachfolgen wollte. 1798 gelang dies aber doch und er wurde Zachs Nachfolger. Im Jahre 1800 erhielt er seine Konzession und wurde Mitglied der Bau- und Steinmetzmeister-Genossenschaft.
Im Besitz der Stadtbaumeisterkonzession entfaltete Hildwein in den folgenden dreißig Jahren eine rege Bautätigkeit in Wien und dessen Vorstädten. Im Jahre 1817 starb seine Frau, von der er seit 1797 gerichtlich getrennt war. Er heiratete 1827 erneut; aus dieser Ehe folgten noch zwei Kinder. 1829 übernahm er zusätzlich die Meisterstelle seines verstorbenen Sohnes Alois. Hildwein starb 1833 an Altersschwäche und wurde auf dem Sankt Marxer Friedhof bestattet. Seine Frau führte die Firma als Witwenbetrieb erfolgreich weiter.

## Werk

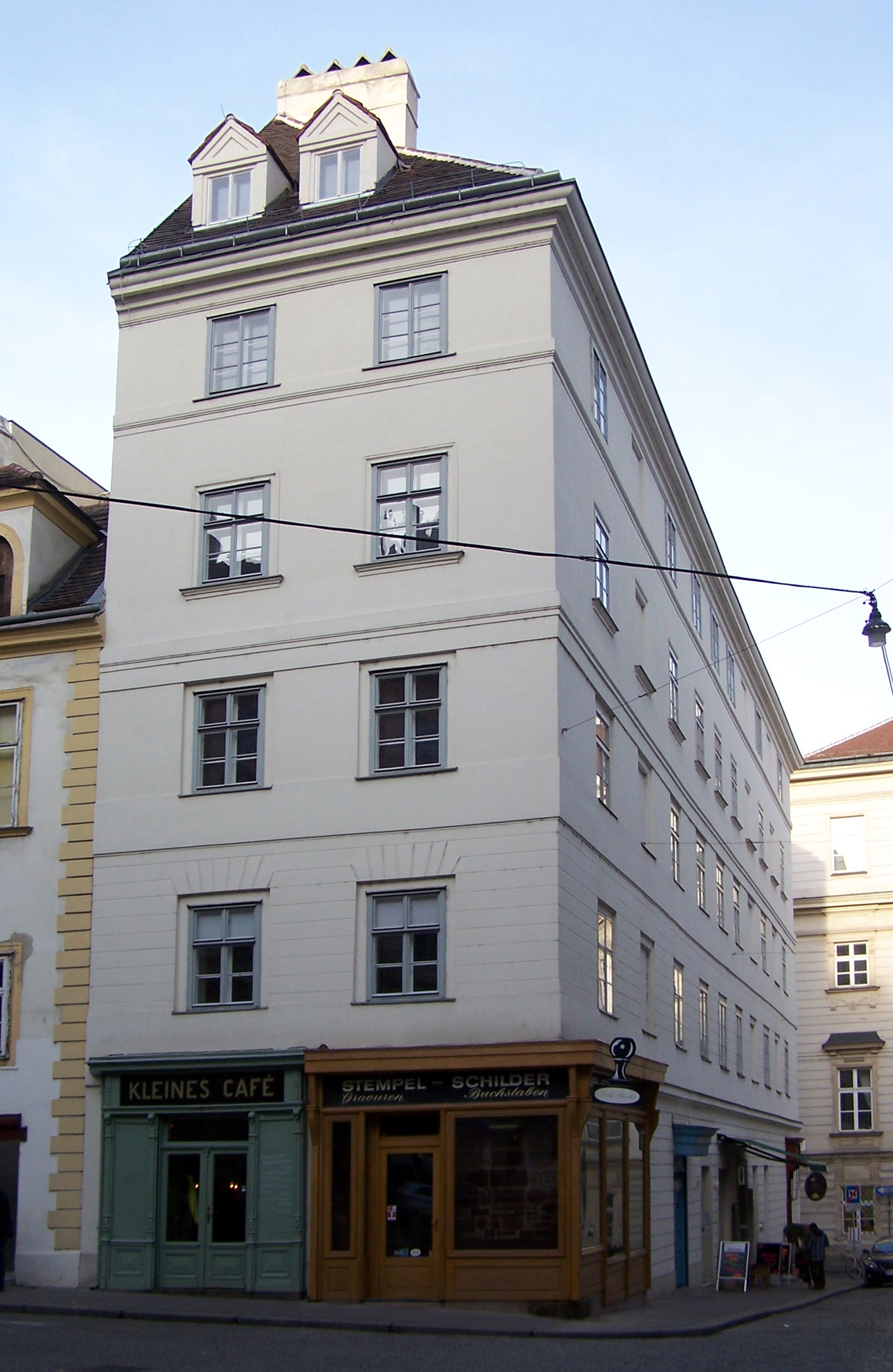
Franziskanerplatz 3 (1802)

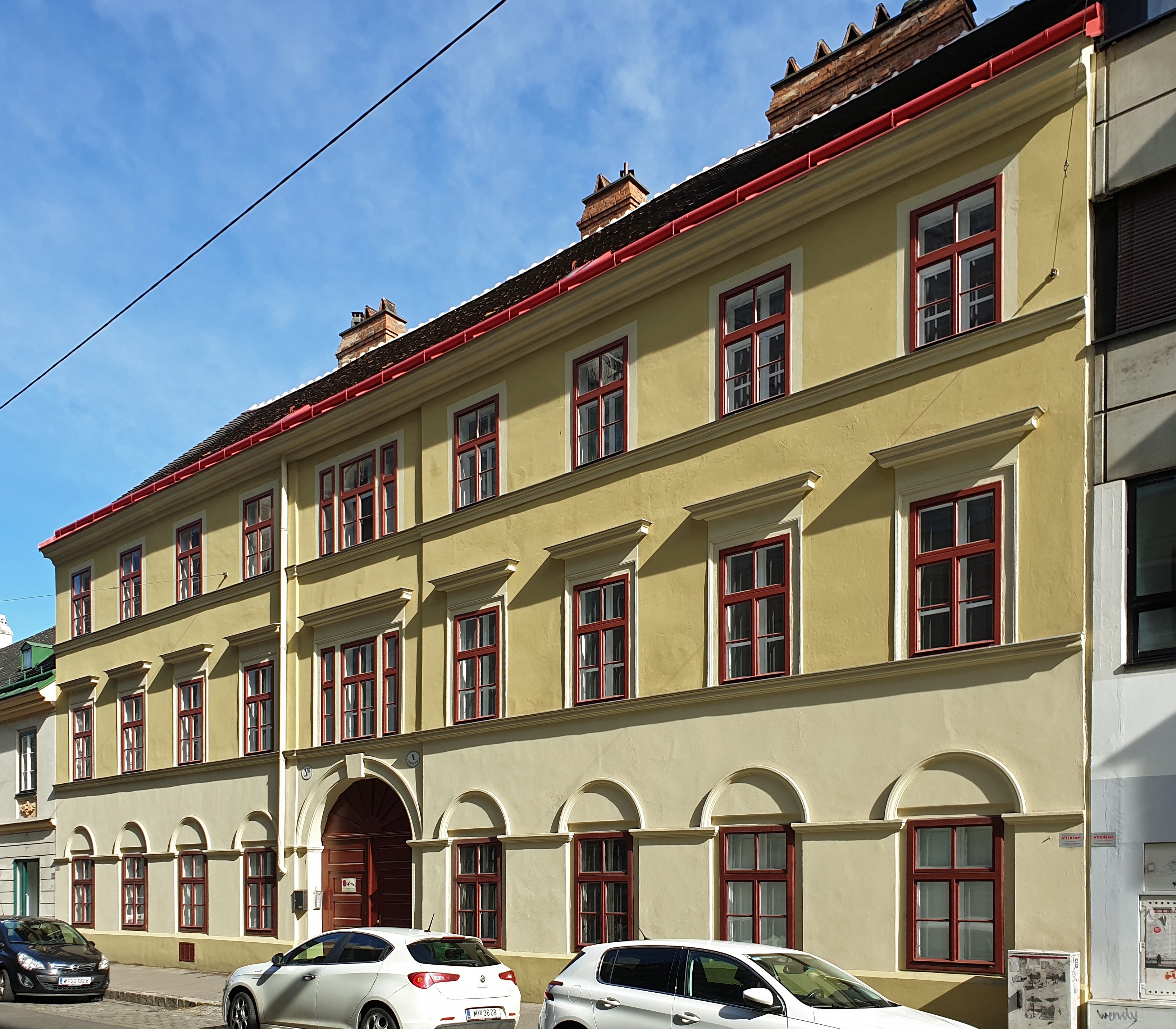
Bennogasse 4 (1822)

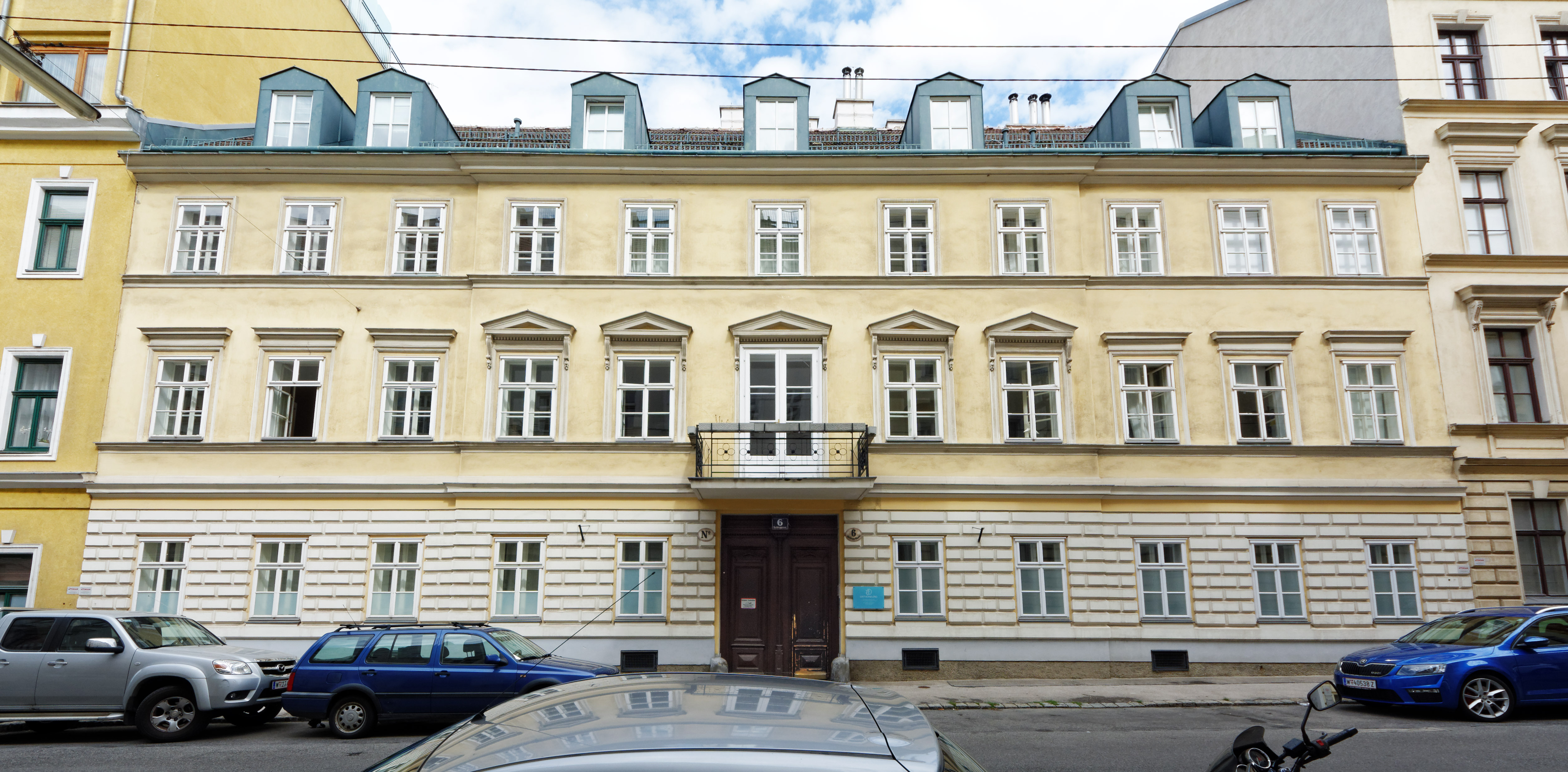
Goldeggasse 6 (1829)

Adam Hildwein war ein vielbeschäftigter Baumeister in der Zeit des Vormärz. Er widmete sich vor allem dem Wohnbau, nach dem in jenen Jahren großer Bedarf herrschte. Er führte sowohl Um- und Ausbauten, Aufstockungen, aber auch Neubauten durch. Dabei baute er auch vielfach nach eigenen Entwürfen. Die Miethäuser waren hauptsächlich auf Zweckmäßigkeit ausgerichtet, der Fassadenschmuck war symmetrisch und konnte nach bedarf mehr oder weniger betont werden. Viele seiner erhaltenen Bauten wurden nachträglich verändert, so dass nur mehr sehr wenige Häuser den originalen Zustand zeigen.
- Miethaus, Singerstraße 3, Wien 1 (1802), 2 Geschoße aufgestockt und neu fassadiert; abgetragen
- Wohn- und Geschäftshaus, Franziskanerplatz 3 / Singerstraße 24, Wien 1 (1802), 2. Stock aufgesetzt und neue Fassade; 1828 von Josef Dallberg verändert
- Miethaus „Zur hl. Rosalin“, Millöckergasse 4 / Papagenogasse 5, Wien 6 (1804), aufgestockt und neue Fassade; 1798 von Joseph Kornhäusel erbaut
- Wohn- und Geschäftshaus „Marchetti-Haus“, Gumpendorfer Straße 95 / Grabnergasse 16 / Marchettigasse 11, Wien 6 (1808), Aufstockung, Fassade und Adaption zu Fabriksgebäude; 1803 erbaut von Josef Adelpoldinger; 1822–1832 Zu- und Umbauten von Josef Klee
- Miethaus „Zum Pelikan“, Esterhazygasse 6 / Magdalenenstraße 28, Wien 6 (1811), mit Ernest Koch, 1838 erweitert
- Miethaus, Porzellangasse 47, Wien 9 (1812), abgetragen
- Miethaus, Simon-Denk-Gasse 9, Wien 9 (1814), abgetragen
- Wohnhaus, Landstraßer Hauptstraße 74, Wien 3 (1814), 2. Stock aufgesetzt; 1804 erbaut von Franz Wipplinger; 1849 neue Fassade von Franz Schebek und Franz Fernolendt
- Miethaus, Simon-Denk-Gasse 4, Wien 9 (1815), 1841 Zubau von Josef Dallberg, abgetragen
- Palais Colloredo, Waaggasse 4, Wien 4 (1815), Um- und Ausbauten
- Miethaus, Bennogasse 2 / Josefstädter Straße 74, Wien 8 (1816), mit Wenzel Deimel, abgerissen
- Miethaus „Divan de Padi’sches Haus“, Praterstraße 30, Wien 2 (1817), 1853 Umbau und Fassade von Jakob Flucher; Bombenschäden; abgerissen
- Miethaus, Wickenburggasse 12, Wien 8 (1820), 1826 Zubau, abgerissen
- Miethaus, Sobieskigasse 30, Wien 9 (1820), abgetragen
- Miethaus „Zum Weinberg“, Landstraßer Hauptstraße 153, Wien 3 (1821)
- Miethaus „Zum Josefsberg“, Auerspergstraße 15, Wien 8 (1821), Fassade überarbeitet; erbaut um 1717; abgetragen
- Miethaus „Zur Fortuna“, Tiefer Graben 14, Wien 1 (1822), Umbau und Aufsetzen des oberen Geschoßes; Bau des 18. Jahrhunderts; abgetragen
- Wohnhaus, Bennogasse 4, Wien 8 (1822)
- Wohnhaus „Zum Auge Gottes“, Mariannengasse 24, Wien 9 (1822), Zubau; 1844 neue Fassade von Prantner; abgerissen
- Neubau des Theaters in der Josefstadt, Josefstädter Straße 24–26, Wien 8 (1822), nach Plänen Joseph Kornhäusels?
- Miethaus, Salesianergasse 15, Wien 3 (1823), 1829/30 von Anton Hoppe aufgestockt und neufassadiert
- Miethaus, Simon-Denk-Gasse 5, Wien 9 (1823), 1843 Seitentrakt von Ignaz Ram; abgerissen
- Miethaus, Webgasse 34 / Schmalzhofgasse 20, Wien 6 (1823), 1844 Veränderungen von Josef Dallberg, 1865/70 Neufassadierung
- Miethaus, Schlachthausgasse 50, Wien 3 (1824), 1828 Quertrakt von Josef Dallberg jun., 1826 Hoftrakt von Ignaz Göll
- Miethaus, Ägidigasse 14, Wien 6 (1824), 1844 zwei neue Flügeltrakte von Josef Gerl
- Miethaus, Krongasse 11, Wien 5 (1825), 1838 von Josef Dallberg verändert, 1945 stark beschädigt, Fassade total geglättet
- Miethaus „Zum goldenen Degen“, Hermanngasse 2, Wien 7 (1826), Zubau eines Hoftraktes; abgetragen
- Miethaus, Landstraßer Hauptstraße 165, Wien 3 (1826), heute Hotel Gabriel
- Miethaus, Nussdorfer Straße 13, Wien 9 (1828), abgetragen
- Miethaus, Marxergasse 26, Wien 3 (1829), abgetragen
- Miethaus, Marxergasse 28, Wien 3 (1829), nachträglich verändert, Fassade erneuert, ursprünglich wie Nr. 26
- Wohnhaus, Goldeggasse 6, Wien 4 (1829), 1836 aufgestockt und neue Fassade
- Miethaus, Franzensgasse 16 / Grüngasse 3, Wien 5 (1829), 1831 Errichtung eines Hoftraktes; 1838 Zubau von Mathias Mindl; abgetragen
- Miethaus, Kettenbrückengasse 17, Wien 5 (1829), 1831 Zubau von Anton Hoppe, Fassade vereinfacht
- Miethaus „Zur goldenen Birne“, Säulengasse 8 / Sobieskiplatz 6, Wien 9 (1829), Zubau; 1830 Bauabänderung durch Josef Klee, 1840 Gassenladen von Andreas Lechner
- Miethaus, Reisnerstraße 18, Wien 3 (1830), 1970 abgebrochen
- Miethaus, Wehrgasse 24 / Grüngasse 8, Wien 5 (1830), Fassade geglättet
- Miethaus, Haydngasse 4, Wien 6 (1830), Zubau
- Miethaus, Franzensbrückenstraße 28, Wien 2 (1830), 1851 Hoftrakt und Adaptierung von Josef Kastan, 1952 nach Bombenschaden erneuert
- Miethaus, Belvederegasse 40, Wien 4 (1832), Fassade geglättet
- Miethaus, Franzensgasse 17 / Grüngasse 5, Wien 5 (1832), 1838 und 1840 Zubau von Josef Dallberg; abgetragen
- Miethaus, Wehrgasse 15, Wien 5 (1932), Zubau 1860; Fassade vereinfacht
- Miethaus, Michelbeuerngasse 3, Wien 9 (1832)
- Miethaus, Porzellangasse 19–21, Win 9 (1832), Zubau
- Miethaus, Wasagasse 23, Wien 9 (1832), 1837 Zubau von Karl Knoll; abgetragen
- Miethaus, Strohmayergasse 5, Wien 6 (1833), abgetragen